# Bidiga
Bidiga fou un petit país manding a la vora del riu Níger a uns 50 km al sud de Niagassola i a 40 km al sud-oest de Kangaba. La ciutat principal era Faraoualia o Faraoulia; s'estenia cap a l'oest fins a Siguiri. Avui correspon en la seva major part a una part de la prefectura de Siguiri a Guinea a la frontera amb Mali.
El país fou sotmès per Samori Turé el febrer de 1882. Al acostar-se el hivern de 1885, després de combatre els francesos al sud de Niagassola, Samori Turé es va retirar a Faraoulia. Posteriorment fou cedit per Samori a França al tractat de Kéniebacoro de 25 de març de 1886 i annex de 16 d'abril de 1886. No obstant Samori encara va anar a l'estiu de 1886 a la regió on va recaptar impostos.